# Ibn Tifilwit
Ibn Tifilwit. Gobernador almorávide de Zaragoza de 1115 a 1117.

## Biografía
Ibn Tifilwit, emir de Zaragoza, se instaló en la capital del Ebro rodeado de poetas como Ibn Jafaya de Alcira. Al contrario que su antecesor, de gran actividad bélica, de Ibn Tifilwit solo se conoce una pequeña algarada contra Borja y una expedición a Rueda de castigo a Abdelmálik Imad al-Dawla, pues el hudí destronado era vasallo de Alfonso I de Aragón y hostigaba el distrito de Zaragoza), que terminó con un pactó con sus moradores. Fundamentalmente en nuevo emir almorávide se dedicó a las actividades cortesanas y al lujo, situando como núcleo cultural los salones del Palacio de la Aljafería.
Ibn Tifilwit nombró como visir al filósofo Avempace, que se había convertido en la personalidad más destacada de la intelectualidad zaragozana, pero el carácter de Avempace hizo que se enemistaran pronto, y el gran filósofo fue encarcelado. Una vez liberado, optó por marcharse de la ciudad.
En el invierno de 1117 muere Ibn Tifilwit, pero ya no le sucedería ningún gobierno musulmán. Alfonso I de Aragón, sin duda había madurado bien el plan de asedio a la ciudad, y entró en ella, tras medio año de sitio, el 18 de diciembre de 1118.
| Predecesor: Muhammad ibn al-Haŷŷ | Ibn Tifilwit Gobernador almorávide 1115 - 1117 | Sucesor: Alfonso I el Batallador Rey de Aragón |